# ハートウエル
株式会社ハートウエルは、愛媛県今治市朝倉上に本社を置くタオルの製造小売業。OEM（受託製造）に加え、自社ブランド商品の小売卸、オンラインショップでの販売を行っている。昭和5年（1930年）に原田留市が愛媛県今治市大坪通りにタオルの製織を始めたことに由来を持つ、国内老舗タオルメーカーのひとつ。

## 概要
1930年創業の老舗タオルメーカーの1つで1951年に「原田タオル株式会社」を設立。1990年には「株式会社ハートウエル」に社名変更。同年には本格的なCIを業界で初めて導入している。
1992年には中国･天津市に現地法人を設立しタオル製造を行っていたが2014年に閉鎖している。競争の激化や受注減少に加えて、中国の現地法人閉鎖に伴う負担などから経営が悪化し2016年に民事再生法を申請。2017年に東京都中央区の企業である匠堂のグループ会社となり、2018年に民事再生手続きを終了している。
2020年よりECサイトでの小売直販を本格化。従来のOEM事業に加えて自社ブランド商品の開発・販売を推進している。

## 事業所
- 朝倉本社･工場 - 愛媛県今治市朝倉上乙1050番地1
- 染色事業部 - 愛媛県今治市国分1丁目9-56

## 沿革
- 1930年 - 今治市大坪通りにて創業。今治市蔵敷に第2工場を建設。
- 1947年 - 今治市通町に本社工場を建設。
- 1951年 - 法人化し、「原田タオル株式会社」を設立。
- 1957年 - 今治市南宝来町に第2工場を建設。
- 1961年 - 今治市黄金町に本社移転。
- 1968年 - 今治市南宝来町に本社ビル･工場を建設。
- 1969年 - 染色･プリント部を発足、今治市国分に染色･プリント一貫工場を建設。
- 1972年 - 桜井工場を建設。
- 1975年 - アパレル部を発足、今治市黄金町に縫製工場を建設。
- 1976年 - アパレル部を分離し、マルハ・テリー・ソーイング株式会社を設立。
- 1978年 - 染色･プリント部を分離し、ユーシン染工株式会社を設立。
- 1981年 - マルハ･テリー･ソーイングを株式会社セルビエに社名変更。
- 1983年 - 東京都原宿に商品企画室を設置。
- 1989年 - 朝倉工場を建設。
- 1990年 - 「株式会社ハートウエル」に社名変更。ユーシン染工をハートウエルカラーワークス株式会社に社名変更。
- 1992年 - 中国に天津華徳温紡織有限公司を設立。
- 1995年 -  天津華徳温紡織有限公司の工場操業開始。
- 1999年 - ハートウエルカラーワークス、セルビエと経営統合。
- 2002年 - 本社を越智郡朝倉村朝倉上乙1039に移転。
- 2005年 - 市町村合併に伴い住所を今治市朝倉上乙1050番地1に変更。
- 2011年 - セルビエ事業部を朝倉本社へ移転。
- 2014年 - 天津華徳温紡織有限公司を閉鎖。
- 2016年 - 民事再生法の適用を申請、負債総額は約23億円[2]。
- 2017年 - 東京都中央区の企業である匠堂のグループ会社となる[3]。
- 2018年 - 民事再生手続きが終了[1]。
- 2019年 - 池永将成が代表取締役社長に就任。
- 2020年 - 創業90周年を機にコーポレートビジョン・行動指針を策定。EC事業部・企画部を新設。[4]
- 2021年 - 現在のコーポレートロゴに刷新。オンラインストア本店とコーポレートサイトリニューアル。[4]
- 2022年 - 増田力哉が代表取締役社長に就任。